# Abattoirs du Roule
Les abattoirs du Roule, également appelés abattoirs de Miromesnil, étaient l'un des cinq abattoirs créés par Napoléon Ier en remplacement des nombreuses tueries présentes dans Paris.

## Situation

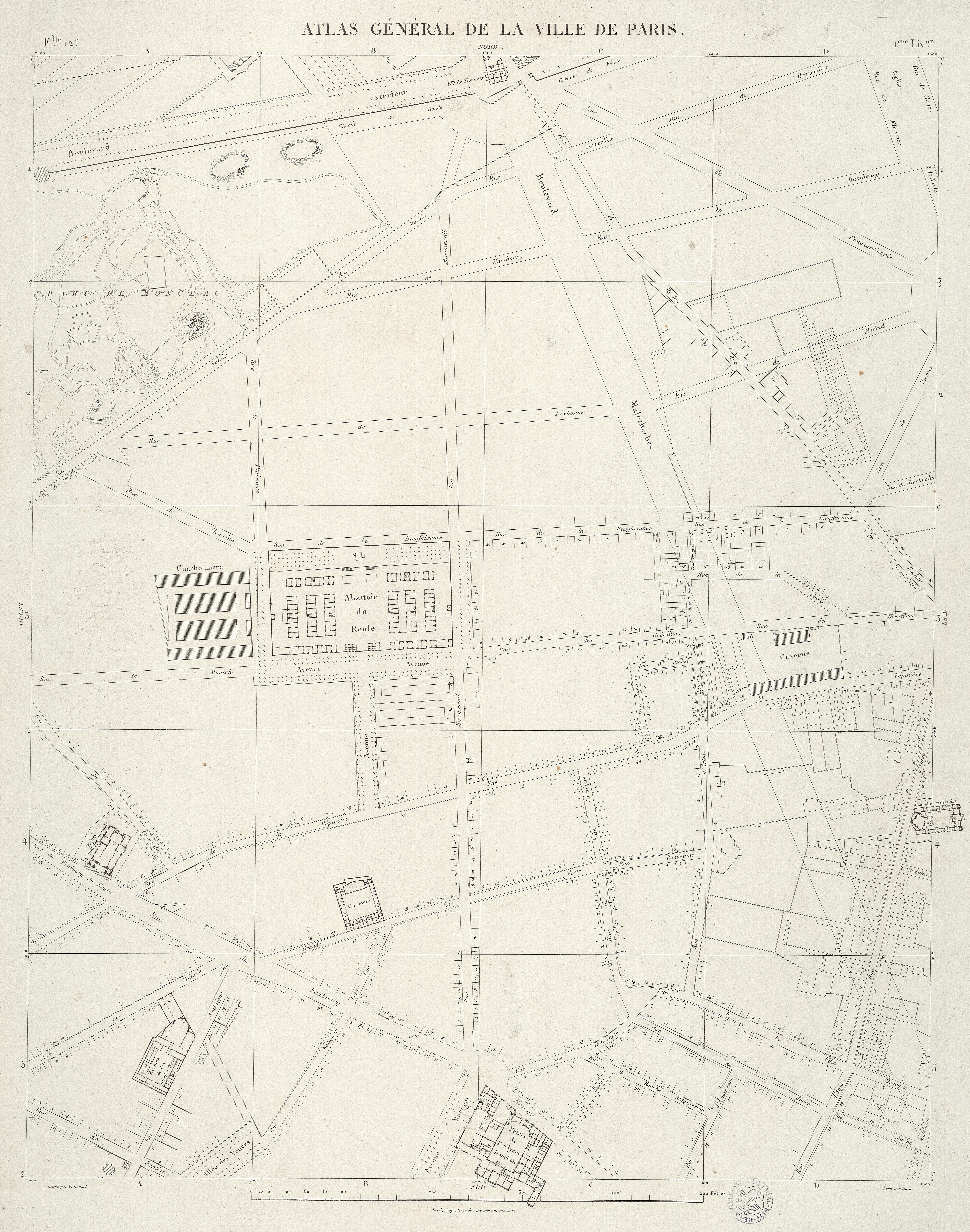
Situation sur l'Atlas de Jacoubet en 1836.

Les abattoirs du Roule correspondaient à un quadrilatère situé du côté des numéros impairs de la rue de Miromesnil entre l'avenue de Munich au sud, la rue de la Bienfaisance au nord et la rue de Téhéran à l'ouest. Leur entrée était précédée d'une avenue dite à l'origine avenue de l'Abattoir.
Construits par Louis François Petit-Radel, les abattoirs se composaient de 14 corps de bâtiments organisés autour de plusieurs cours et comprenaient 32 échaudoirs.

## Historique
La création des abattoirs du Roule se fait par décret du 9 février 1810. En remplacement des nombreuses tueries présentes à l'intérieur de Paris, pour des raisons sanitaires, Napoléon décide d'en créer cinq à l'extérieur de Paris : trois sur la rive droite de la Seine et deux sur la rive gauche.
Commencés le 25 mars 1810, ces abattoirs sont terminés et livrés aux bouchers en 1818 : à partir du 15 septembre de la même année, il est interdit de conduire les bestiaux à l'intérieur de Paris.
Lorsque le mauvais temps ne lui permet pas de peindre en extérieur, l’artiste-peintre Rosa Bonheur se rend aux abattoirs pour étudier les animaux.
L'abattoir est désaffecté et supprimé dès le Second Empire en 1863, dans la perspective de l'ouverture des abattoirs de La Villette, repoussant encore en périphérie la mise à mort des animaux, sans doute aussi pour des considérations ethnographiques.